# 바이욘
바이욘(크메르어: ប្រាសាទបាយ័ន)은 캄보디아에 있는 크메르 제국 사원이다. 12세기 후반, 혹은 13세기 초반에 자야바르만 7세의 명령으로 지어졌으며, 당시 크메르의 수도였던 앙코르 톰의 한가운데에 자리하며 국가 최고 사원의 지위를 누렸다. 자야바르만 7세가 죽은 후에는 상좌부 불교를 믿었던 후대의 왕들이 자신들의 입맛에 맞추어 사원을 바꾸었다.
바이욘의 가장 큰 특징은 탑신 사면에 조각된 고요히 웃고 있는 얼굴 인면상들이다. 이 인면상들은 그 정적인 아름다움 때문에 '크메르의 미소'라고도 불리며, 이전의 크메르 사원들에서 찾아볼 수 없는, 오직 바이욘 사원에서만 볼 수 있는 특징이다. 바이욘에는 2개의 거대한 부조가 있는데, 이 부조에는 신화적, 정치적, 일상적 소재들이 총망라되어 집약되어 새겨져 있다. 캄보디아 학계는 바이욘을 두고 '앙코르 와트가 크메르 제국의 고전 양식이라면, 바이욘은 크메르의 바로크 양식이라 할 만하다.'라고 하였다.

## 어원
바이욘의 본 이름은 '자야기리(Jayagiri)'이다. 캄보디아가 프랑스에 의해 식민통치당할 당시, 프랑스인들은 부처가 반얀나무(Banyan) 아래에서 깨달음을 얻었다고 하여 부처의 형상이 많이 새겨진 이 사원의 이름을 '반얀 사원(Banyan Temple)'이라고 이름붙였다. 캄보디아가 독립하자, 캄보디아 현지인들이 이 '반얀'을 제대로 발음하지 못하여 '바이욘'이라고 부르기 시작하였고, 이 것이 지금까지 굳어져 내려온 것이다. 

## 역사

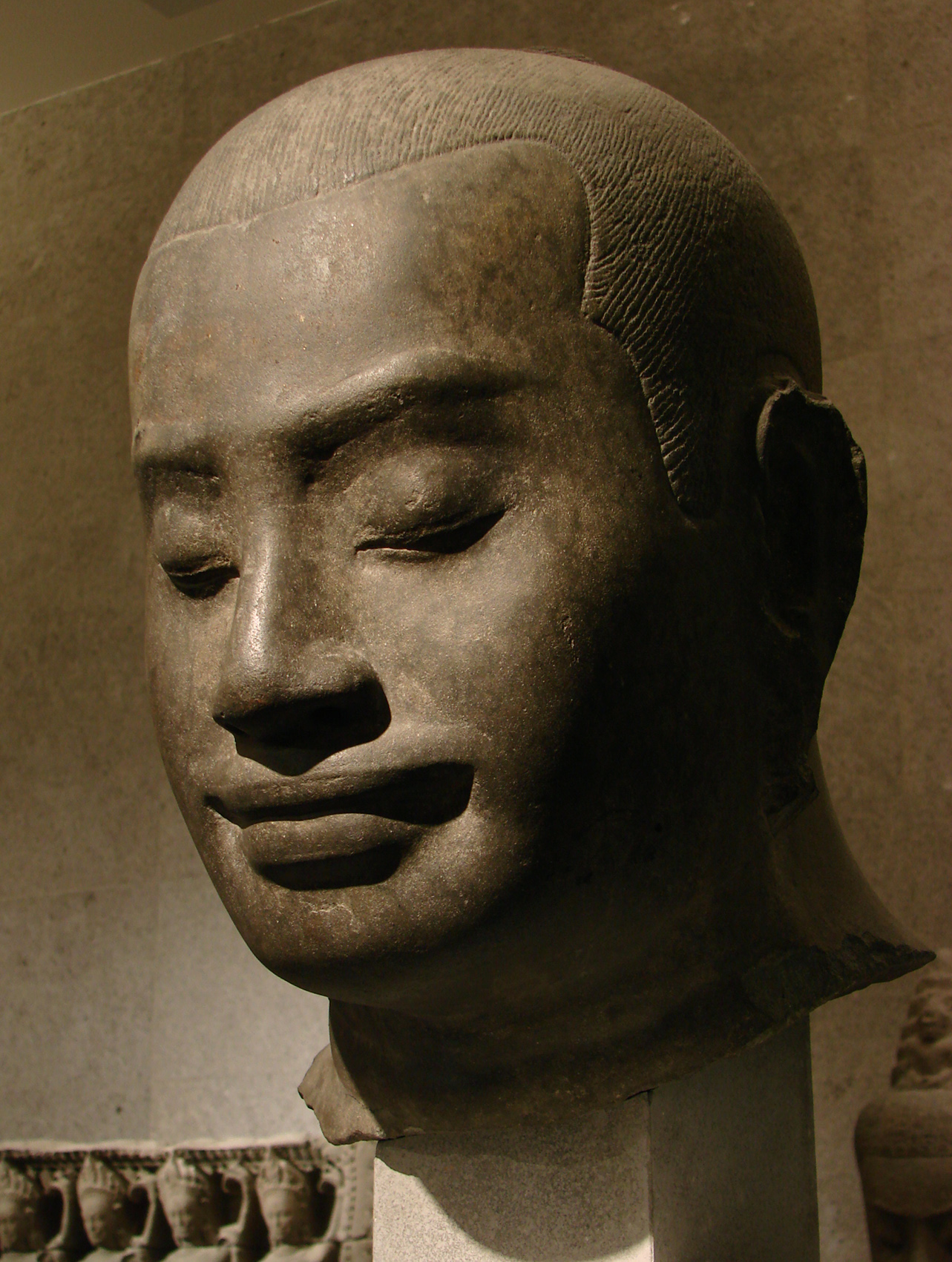
자야바르만 7세의 두상

### 자야바르만 7세
바이욘은 크메르 제국의 마지막 국가 사찰이었으며, 소승불교 성향이 강했던 앙코르에서 유일하게 처음부터 대승불교 사찰로 지어진 사원이었다. 다만 바이욘은 불교 사찰이기도 하였으나, 지역의 토착 신들과 힌두적인 요소들을 함께 지니고 있기도 하였다. 바이욘은 앙코르 톰, 프레아 칸, 타 프롬, 반테이 크데이 등의 타 건물들과 함께 자야바르만 7세가 주도한 거대 공공사업의 일환으로 지어졌다. 이는 참파 왕국의 침략으로 인해 휘청이던 당시 크메르 제국의 국력을 과시하고, 왕을 중심으로 사람들을 단합하며 불심으로 위기를 헤쳐나가려 했던 자야바르만 7세의 의도가 반영되어 있었던 것이다. 
바이욘의 탑들에는 총 216개에 달하는 인면상들이 새겨져 있는데, 이 상들이 모두 서로 닮았다는 점에서 고고학계는 이를 통하여 이 인면상들이 모두 자야바르만 7세의 얼굴을 본따 만들었다고 추정하고 있다. 다만 몇몇 고고학자들은 이 것이 관세음보살의 형상이라고 주장하기도 한다. 다만 이 2개의 설들을 서로 다른 것이라고 할 수는 없다. 자야바르만 7세 이전의 왕들은 힌두교 신자였으며, 스스로를 힌두교의 신 시바와 동일시하곤 하였는데 이를 '데바라자', 즉 신정일치라고 한다. 반면 자야바르만 7세는 독실한 불교 신자였으며, 왕권을 강화하기 위하여 자신을 생불로 추앙하게 하였다. 특히 자야바르만 7세는 자신이 자비로운 관세음보살의 화신이라고 생각했기에, 인면상들이 자야바르만 7세를 새겼든지 관세음보살을 새겼든지 결국에는 어찌되었든 자야바르만 7세의 얼굴을 본따서 새겼다는 것이다. 

### 자야바르만 7세 사후
자야바르만 7세가 죽은 이후, 후대의 왕들은 바이욘에 수많은 변형 작업과 개축 작업을 실시했다. 자야바르만 8세의 재위기인 13세기 중반, 크메르 제국은 국교를 다시 불교에서 힌두교로 바꾸었고, 바이욘도 이에 맞추어 힌두 사원으로 변모했다. 이후 상좌부 불교가 들어오며 국교로 지정되자, 바이욘은 힌두 사원에서 다시 불교 사찰로 되돌아가게 되었다. 나중에 크메르 제국이 크게 쇠퇴하자 바이욘도 사람들의 기억 속에서 잊혀져 정글 속에 잠기게 되었다. 현재 우리가 볼 수 있는 구조물들 중 자야바르만 7세 때 있지 않았던 것들 중에서는 사원 동쪽의 테라스, 도서관, 상부 테라스 일부 등이 있다.

### 현대 복구 작업
20세기 초, 프랑스 극동학원(École Française d'Extrême Orient)은 이 사원을 보존하는데에 협력하기로 결정했다. 이후 극동학원의 협력 아래 복구 작업이 이루어졌고, 1995년 이후부터는 일본정부앙코르유적구제팀( Japanese Government team for the Safeguarding of Angkor)의 주도 하에 바이욘의 보존과 복원 작업이 끊임없이 이루어지고 있으며, 매년 심포지엄도 개최하며 바이욘을 널리 알리는 데에 힘쓰고 있다.

## 구조
바이욘 자체는 동쪽으로 치우쳐 있고, 그 때문에 상대적으로 뒷쪽에 있는 건물들은 동서축에 따라 서쪽 편에 자리한다. 바이욘은 앙코르 톰의 정확한 정중앙에 위치하고 있기 때문에, 바이욘의 4개의 문은 곧바로 기나긴 석조 보도를 따라 앙코르 톰의 성벽의 정문들로 이어진다. 바이욘에는 앙코르 와트나 여타 사원들과는 다르게 벽이나 해자들도 없고, 대신 도시 자체가 그 역할을 하고 있다. 대략 9제곱 킬로미터의 영역이 바이욘을 둘러싸고 있으며, 이는 2km밖에 안되는 앙코르 와트보다도 훨씬 더 큰 규모이다. 

### 제1층
제1층에는 동서남북 전 방향에 문이 있다. 그 중에서 동문 근처에는 양쪽에 연못이 있는 테라스가 있다. 제1회랑에도 돌부조가 남아 있다. 앙코르 왓에도 볼 수 있는 우유의 바다에 대한 부조가 있지만 보존 상태는 좋지 못하다.
제2회랑은 약 160m 정도이고, 정면은 동쪽을 향하고 있다. 현재 남아 있는 부조는 다른 앙코르 유적과는 다른 특징적인 면이 있다. 제2회랑에는 참파(champa)와의 전쟁 모습이나 바이욘 건설 당시의 시장의 모습, 수의 모습 등이 부조에 새겨져 있고, 서민의 생활상을 엿볼 수 있는 귀중한 자료로 평가되고 있다.

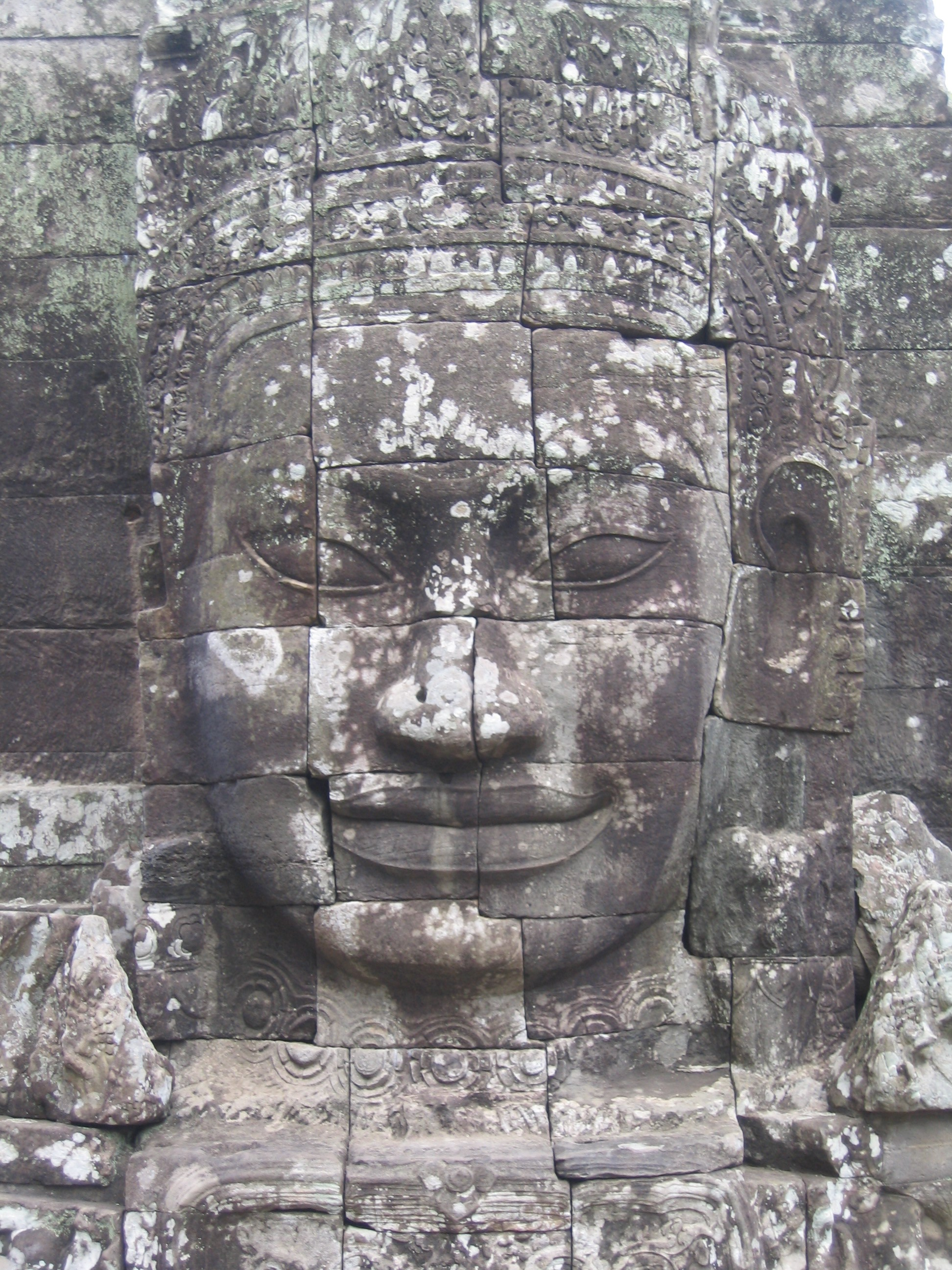
자야바르만 7세의 모습

### 제2층
16개의 탑이 있고, 모든 탑에 관음보살로 추측되는 사방상이 조각되어 있다. 제2층의 장랑에는 힌두교의 색채가 강한 부조가 디자인되어 있다.

### 제3층
제3층은 테라스로 역시 모든 탑에 관음보살로 추측되는 사방상이 조각되어 있다. 제3층의 중앙에는 과거에 힌두교 유적이 주조되어 있었다고 하지만, 후대에 없어지고 지금은 소승 불교은 흔적이 나타나는 불상이 놓여 있다.

## 같이 보기
- 인도 문화권